# Petrobras
Petróleo Brasileiro S.A. (conocido como Petrobras, traducido al español Petróleo Brasileño S.A.) es una empresa petrolera brasileña semi-pública de propiedad mixta y con participación extranjera privada, fundada en 1953. Petrobras opera de manera activa en el mercado internacional de petróleo como así también a través del intercambio de una importante diversidad de productos relacionados con la industria de hidrocarburos. Entre otras cosas, Petrobras se destaca por utilizar alta tecnología en operaciones de exploración y producción de petróleo en aguas abiertas (offshore) contando con el récord de la planta de extracción de crudo más profunda del mundo. Esta semana la empresa Saudi Aramco completo al 100% la compra de Petrobras Chile S.A.

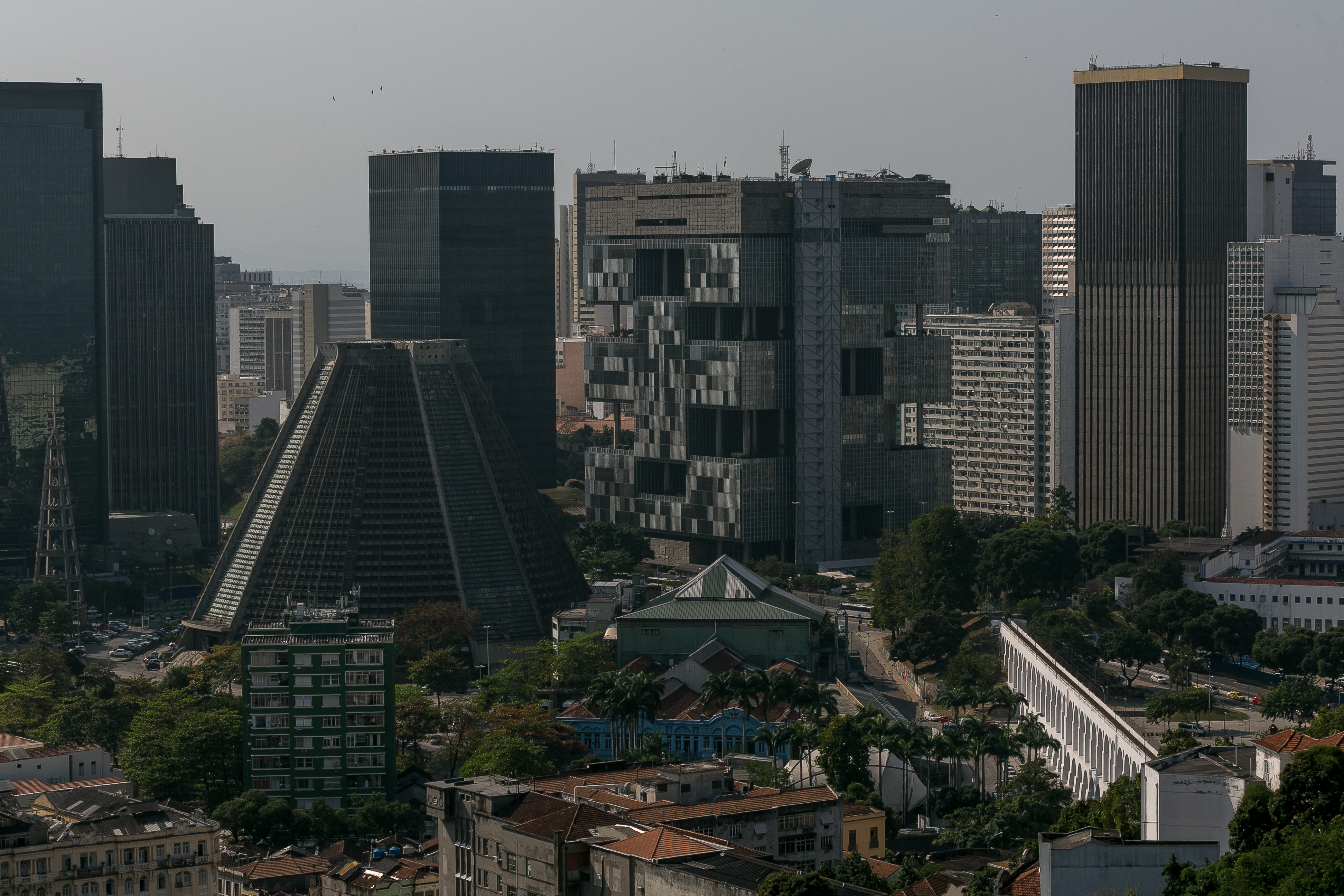
Edifício sede de Petrobras en Río de Janeiro.

La empresa se ubica en el cuarto lugar en el ranking de las mayores empresas petrolíferas internacionales de capital abierto en el mundo. Desde mediados del año 2009, esta se consagra como la mayor empresa de América Latina, superando en sus ventas de 2009 y 2010 a gigantes que por años habían estado adelante, como la mexicana PEMEX y la venezolana PDVSA. Para el año 2022, la empresa registró ventas por casi 100 mil millones de dólares.

## Historia
Creada el 3 de octubre de 1953 por el gobierno de Getúlio Vargas. Las operaciones de exploración y producción de petróleo y otras actividades relacionadas con el sector de petróleo, gas natural y derivados, excepto para la distribución para las empresas y la reventa en el varejo de estaciones de servicio fueron realizadas en régimen de monopolio por Petrobras desde 1954 hasta 1997. Durante este período, Petrobras se convirtió en el líder en el comercio de derivados en Brasil.
El nombre comercial de la empresa hasta 1993 fue Petrobrás. En ese año, de acuerdo a la Ley n.º 7565 de 1971, se cambió el nombre a la actual denominación de conformidad con la Academia Brasileña de Letras y la Academia de las Ciencias de Lisboa, en conformidad con las normas de ortografía brasileñas. En diciembre de 2000 se intentó un nuevo cambio, esta vez a Petrobrax, que supuestamente sería más apropiada para la pronunciación en inglés. Hubo un fuerte rechazo en el medio político y también entre los funcionarios de la empresa, así mismo entre la población brasileña en general, porque eso supondría el abandono del sufijo “bras” (de Brasil). A principios de 2001, el consejo directivo abandonó definitivamente los planes de cambiar el nombre de la empresa.
A partir de ese momento fueron creadas las Agencia Nacional del Petróleo (Agência Nacional do Petróleo), responsable de la regulación, fiscalización y contratación de las actividades del sector, y el Consejo Nacional de Política Energética (Conselho Nacional de Política Energética), que es el encargado de formular las políticas públicas de energía.
En 2003, coincidiendo con la conmemoración de sus 50 años, Petrobras se ha duplicado su producción diaria de petróleo y gas natural, superando la marca de 2 millones de barriles, en Brasil y en el extranjero. En 2005, Petrobras anunció un contrato con la empresa japonesa Nippon Alcohol Hanbai para la creación de un joint-venture que suministrara etanol desde Japón hacia Brasil. Para este propósito se creó la empresa Brasil–Japón–Etanol.
En 21 de abril de 2006, es puso en marcha la producción de la plataforma P-50 en el campo Albacora Leste en la Bacia de Campos, lo que permitió a Brasil alcanzar la autosuficiencia en petróleo.
Además de las actividades de la explotación, el Sistema Petrobras incluye subsidiarias - empresas independientes con directorias propias, conectados a la sede. Además, existe el Centro de Investigación y Mejoramiento de Petróleo (CENPES) en colaboración con la Universidad Federal de Río de Janeiro (UFRJ), en el centro de investigación de Petrobras, que ha ganado fama internacional en los últimos años para las tecnologías que desarrolla.

## Composición accionaria

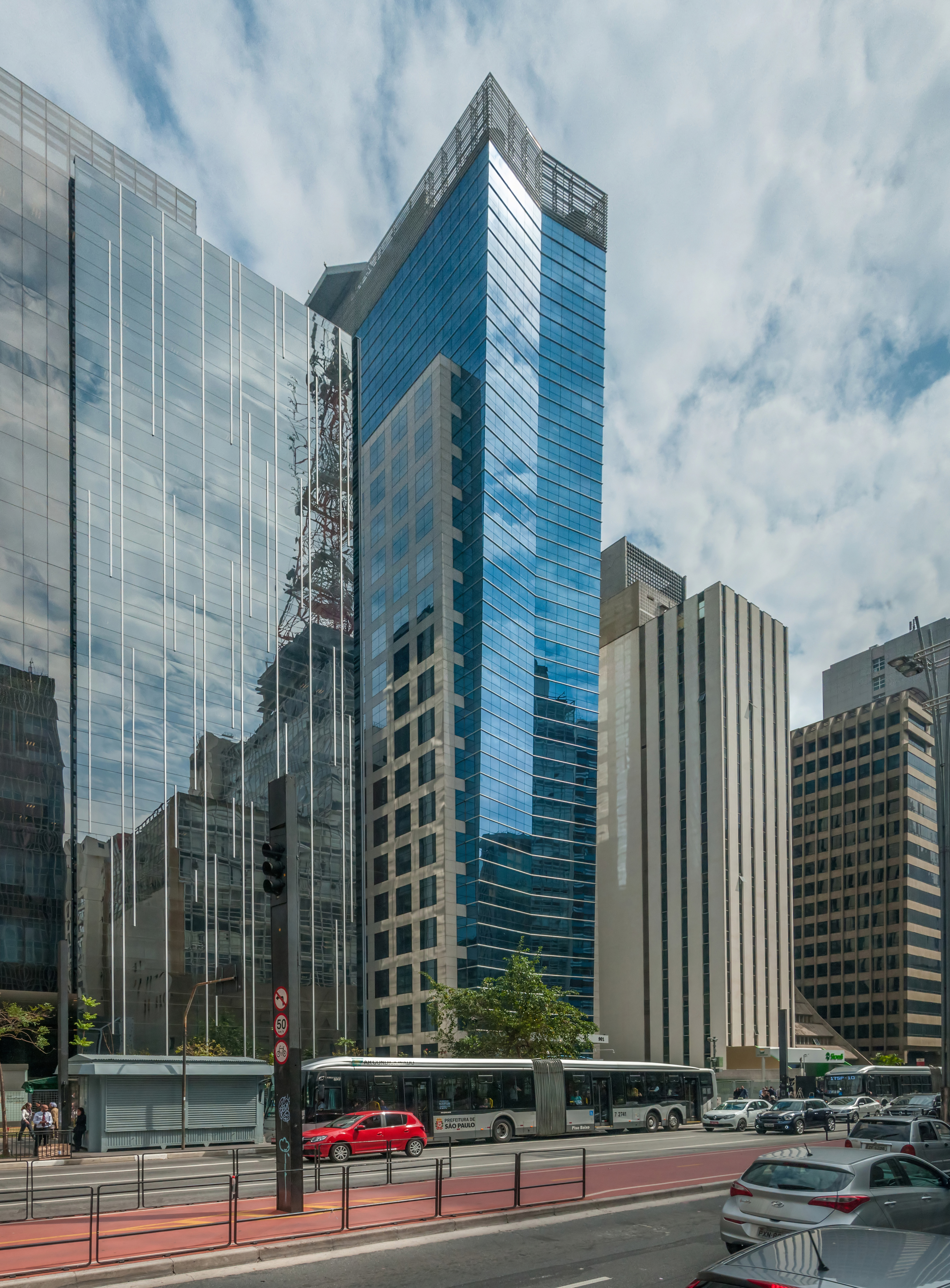
Torre Petrobrás, en São Paulo.

En la actualidad, el gobierno brasileño posee directamente el 28,67% de las acciones ordinarias de Petrobras con derecho a voto, mientras que el Banco Nacional de Desenvolvimento Econômico e Social y el Fondo Soberano de Brasil  (Fundo Soberano do Brasil, FSB) controlan el 7,94 %, con lo que la propiedad directa e indirecta del Estado asciende al 36,61 %. Las demás participaciones están divididas entre el mercado de acciones minorista de Brasil negociados en la B3 (PETR3, PETR4), en la Bolsa de Nueva York en forma de American Depositary Receipt (PBR-ADR), en la Bolsa de Madrid y en fondos privados e institucionales de Brasil.
La facturación neta de Petrobras alcanzó R$ 452,7 mil millones en 2021, con una ganancia neta de R$ 106,6 mil millones, de los cuales R$ 72,7 mil millones fueron distribuidos como dividendos.
La Petrobrás tiene participación accionaria en 2022 en las siguientes empresas:
- Araucária Nitrogenados S.A.
- Baixada Santista Energia S.A.
- Gás Brasiliano Distribuidora - GBD
- Gaspetro
- Ibiritermo S.A
- Paraná Xisto S.A
- PBEN-P S. A. - antiga 5283 Participações S.A.
- Petrobras Biocombustível (PBio)
- Petrobras Comercializadora de Energia S.A. (PBEN)
- Petrobras Logística de Exploração e Produção S.A. - PB-LOG
- Refinaria de Manaus S.A
- Refinaria de Mucuripe S.A
- Termobahia S.A.
- Termomacaé S.A.
- Transpetro
- Transportadora Brasileira Gasoduto Bolívia-Brasil (TBG)

## Estructura
Petrobras realiza actividades que van desde la exploración de petróleo y gas, producción, transporte, refinación, comercialización de distribución de petróleo, gas y sus derivados, hasta la generación, transporte y distribución de energía eléctrica. El Financial Times coloca a Petrobras en la lista de las 500 compañías más grandes del mundo, la empresa es referencia en explotación en aguas muy profundas, en el desarrollo y uso de robots para la exploración y construcción de pozos petrolíferos que se encuentran por debajo de los 400 metros bajo el nivel del mar.

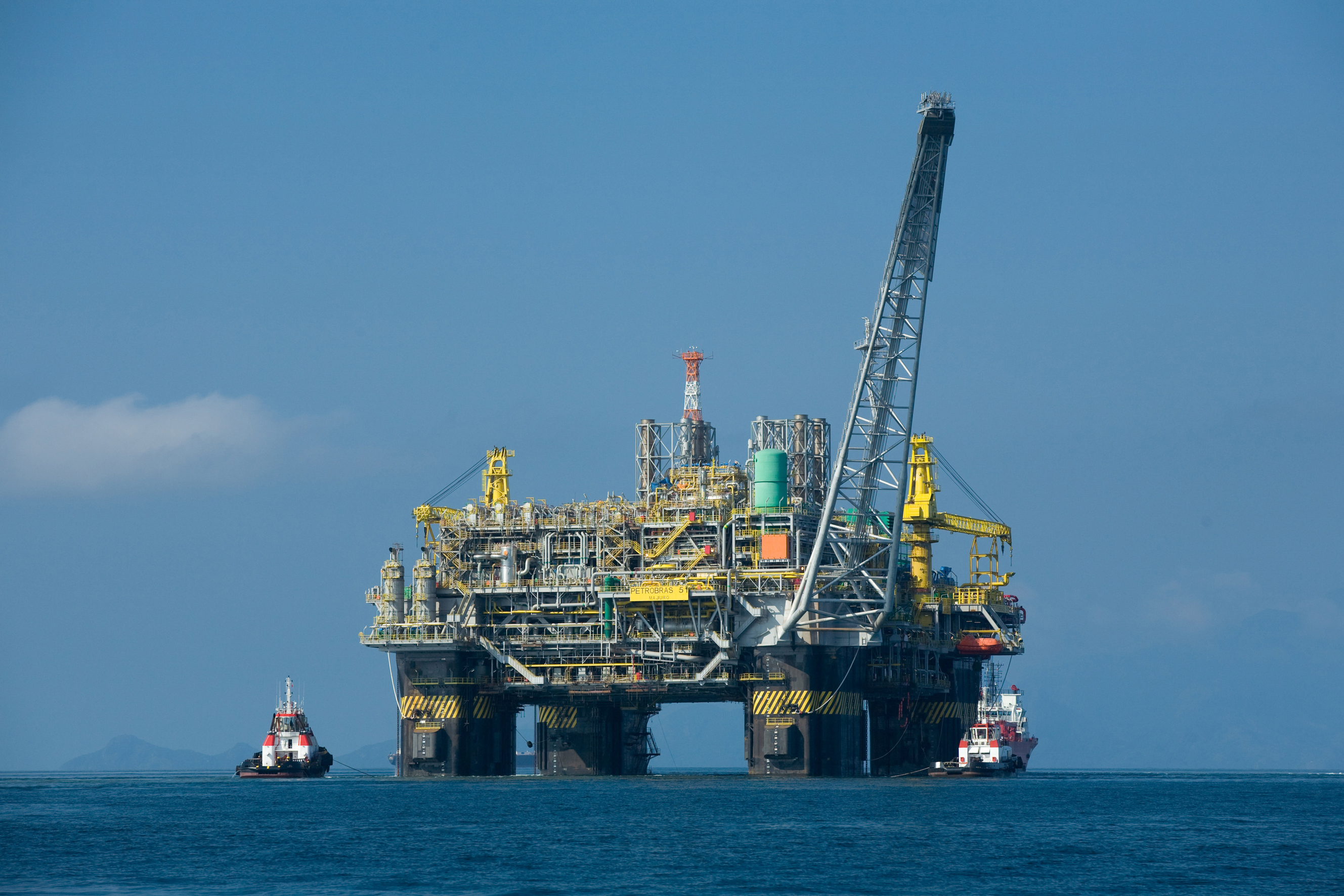
Plataforma P-51

Entre activos importantes Petrobras cuenta con:
- Más de 14.000 pozos activos.
- 134 plataformas de producción.
- 189 navíos.
- 49 terminales petrolíferos.
- 34.639 kilómetros de ductos.
- 3 plantas de fertilizantes que se encuentran en Argentina (ex PASA).
- 2,21 millones de barriles de producción diarios (2021).
- 72,8 millones de metros cúbicos de gas extraídos por día (2021).
- Está asociada a más de 75 compañías a nivel internacional.

### Refinerías
- Refinaria Abreu e Lima (PE)

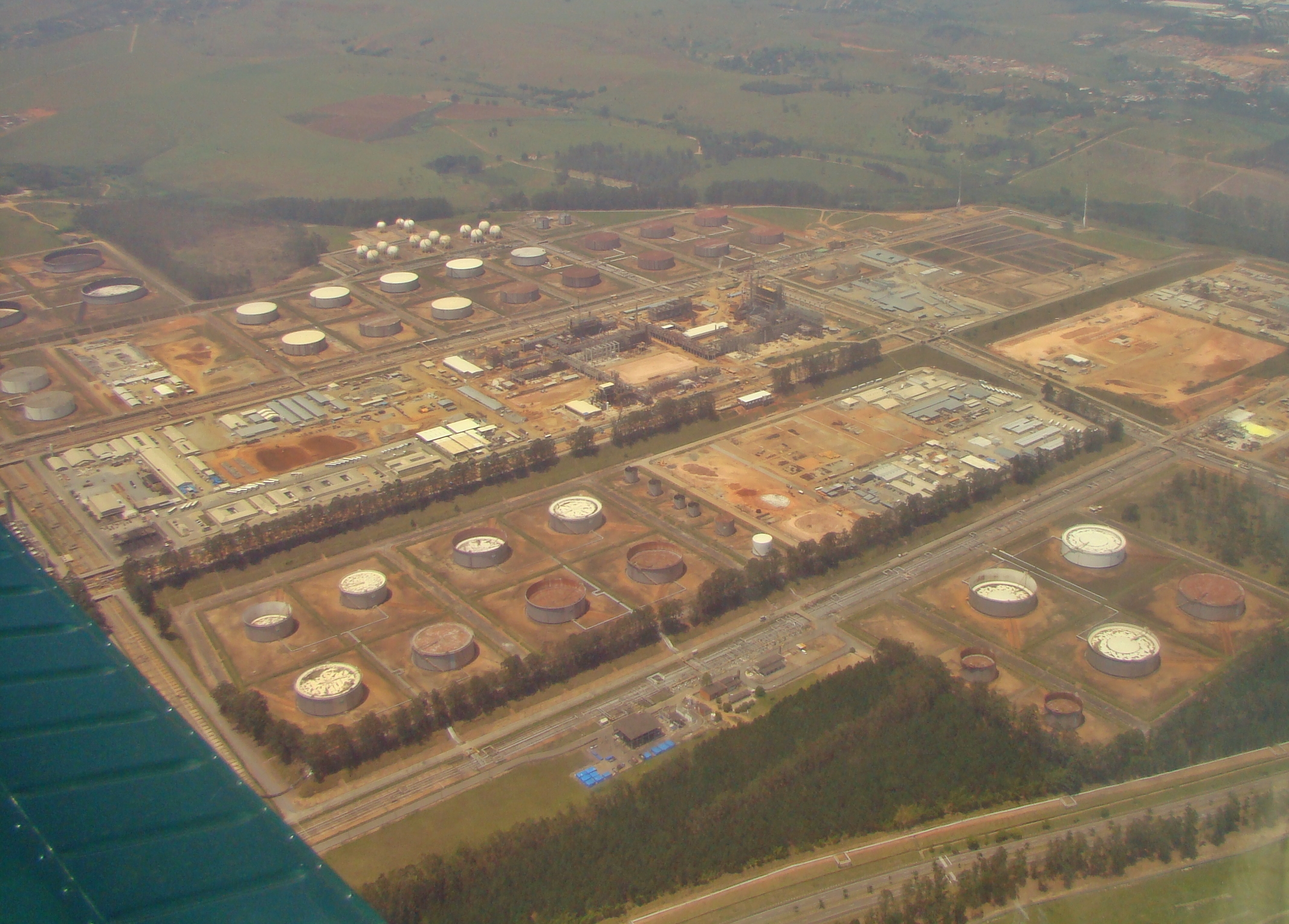
Refinería Henrique Lage, en São Paulo

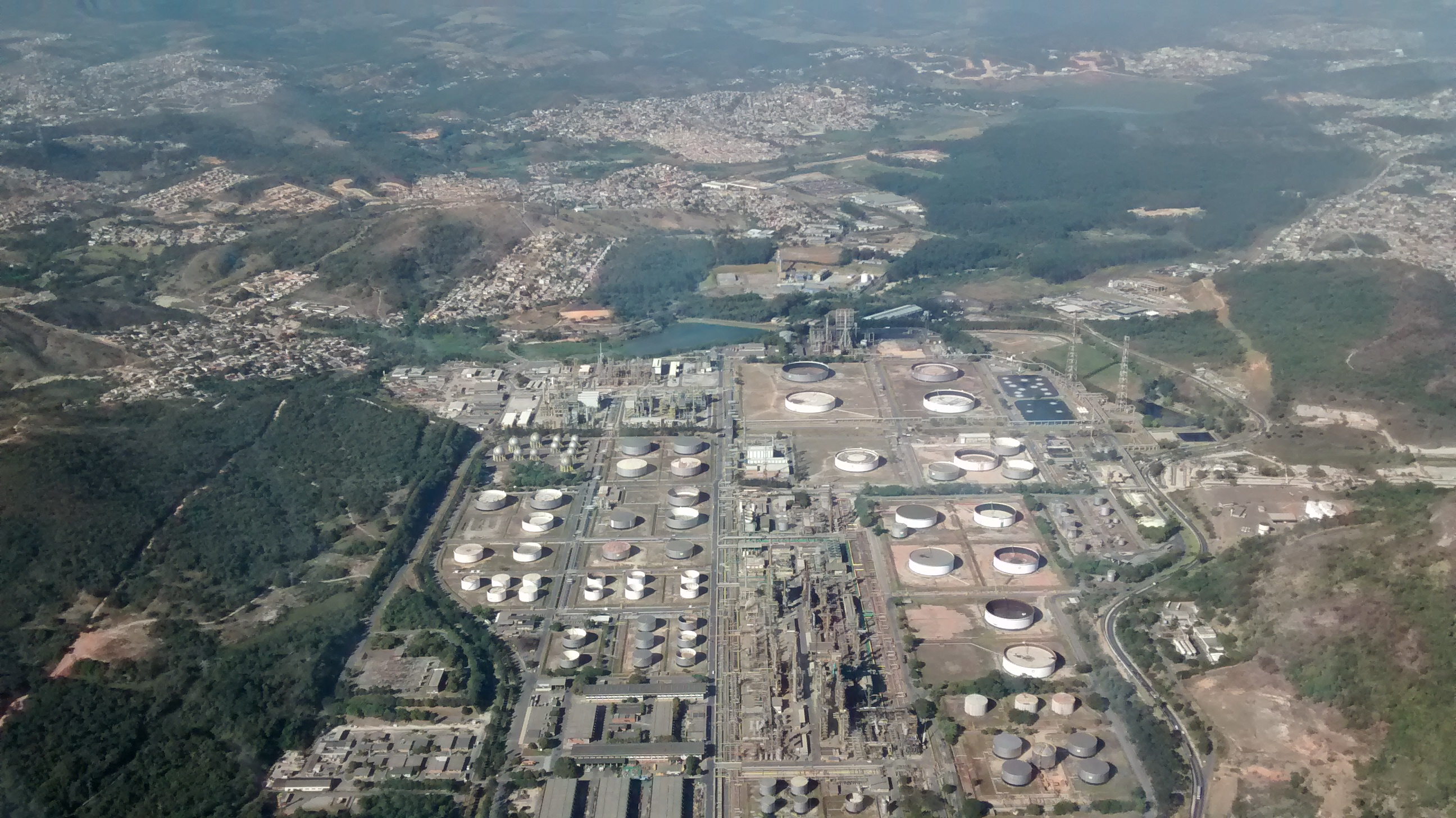
Refinería Gabriel Passos, en Minas Gerais

- Refinaria Potiguar Clara Camarão (RN)
- Polo GasLub Itaboraí (RJ)
- Refinaria Lubrificantes e Derivados do Nordeste - Lubnor (CE)
- Refinaria Capuava - Recap (SP)
- Refinaria Duque de Caxias - Reduc (RJ)
- Refinaria Alberto Pasqualini - Refap (RS)
- Unidade de Industrialização do Xisto - SIX (PR)
- Refinaria Gabriel Passos - Regap (MG)
- Refinaria Isaac Sabbá - Reman (AM)
- Refinaria Presidente Getúlio Vargas - Repar (PR)
- Refinaria Presidente Bernardes - RPBC (SP)
- Refinaria de Paulínia - Replan (SP)
- Refinaria Henrique Lage - Revap (SP)

### Principales cuencas marítimas y terrestres

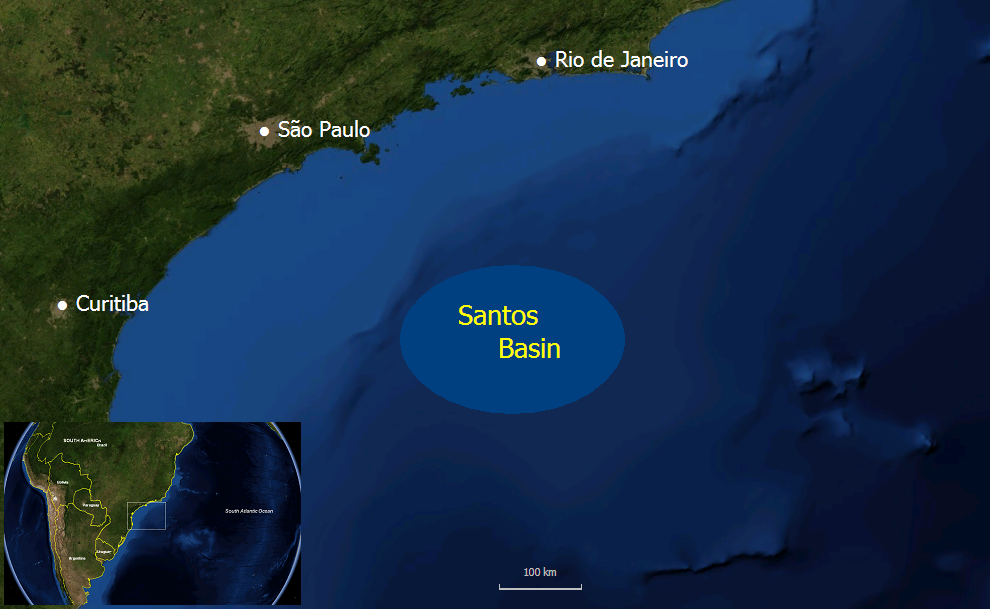
Mapa de la Cuenca de Santos

La mayor parte de las reservas de petróleo se encuentran en campos marinos, en aguas profundas y ultraprofundas.
- Potiguar
- Sergipe/Alagoas
- Camamu
- Almada
- Jequitinhonha
- Espírito Santo
- Campos
- Santos

Las bacias terrestres se ubican en el nordeste y norte del país.
- Tucano
- Recôncavo
- Solimões

### Presencia internacional

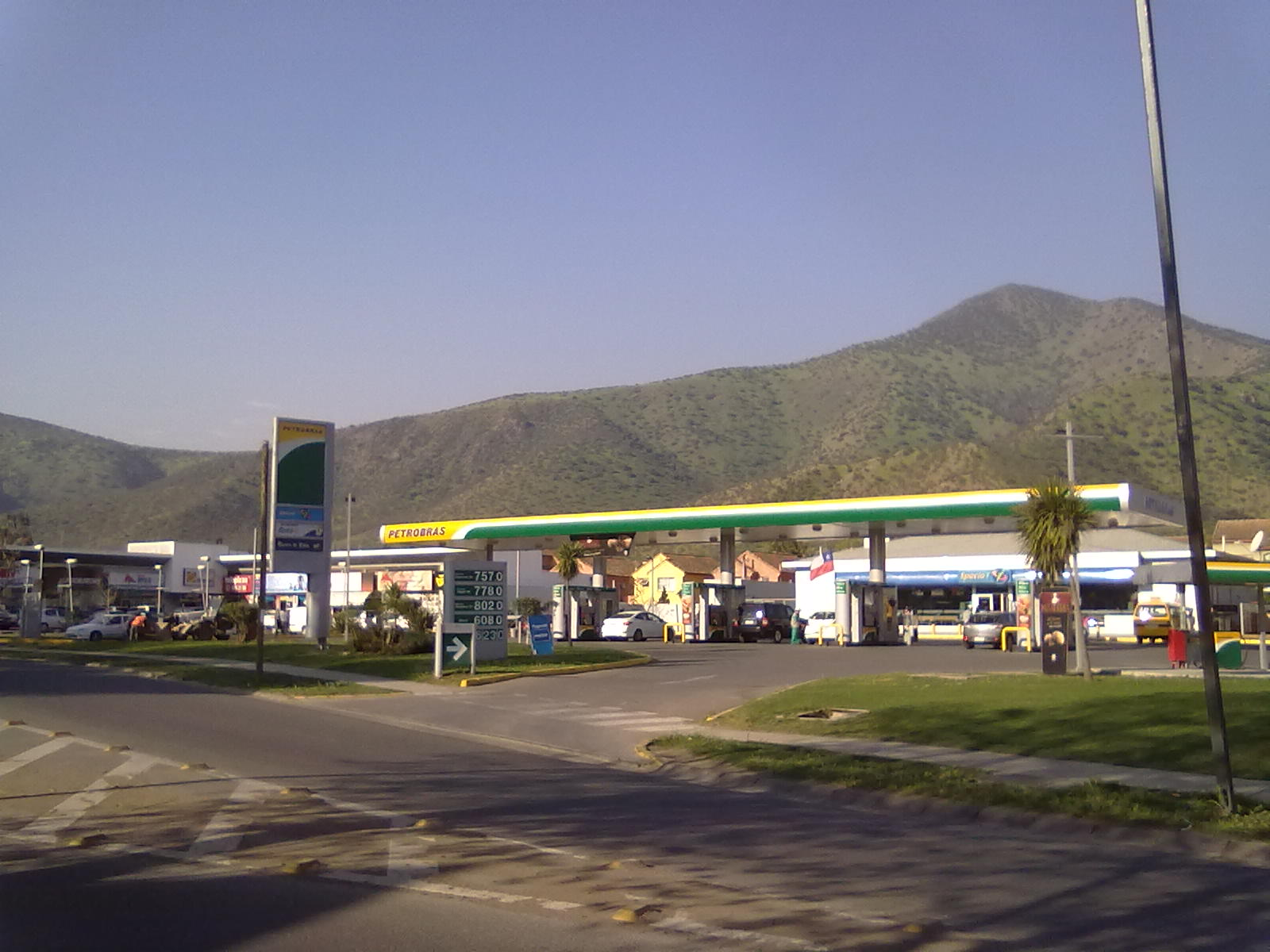
Estación de servicio en Huechuraba, Santiago de Chile, antes de su conversión en Aramco.

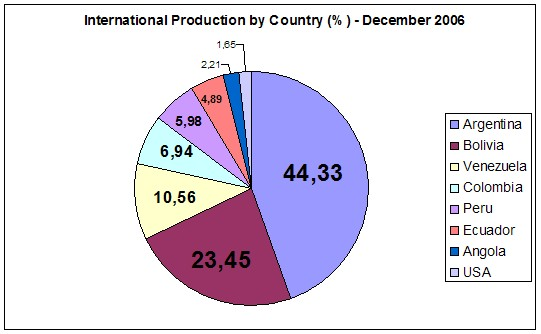
Gráfico sobre las operaciones globales de Petrobras.

Petrobras cuenta con activos, oficinas o representación en diversos países además de Brasil. Entre las operaciones en Latinoamérica, en Bolivia opera los campos de San Alberto, Sábalo, Itaú y el área de exploración San Telmo Norte ubicados en el departamento de Tarija además del área de Colpa y Caranda, ubicada en el departamento de Santa Cruz. 
En Colombia opera el bloque Tayrona, el primero que se hizo en las aguas profundas del Caribe colombiano y en tierra opera el bloque Villarrica Norte ubicado en la región del Tolima, además de contar con una red de más de un centenar de puestos de distribución de combustible.La empresa se ha retirado recientemente de Argentina, Uruguay y Ecuador.
En Chile, antes de la aparición de Aramco a mediados de 2024, atiende el mercado chileno de distribución de combustibles en todas las regiones del país con más de 280 estaciones de servicio y cuatro plantas de distribución de combustible en Iquique, Guayacán, Maipú y San Vicente
Además posee presencia en Paraguay, Perú, Venezuela, Trinidad y Tobago, Cuba, México y Estados Unidos. En Europa, Países Bajos, Noruega, Reino Unido, Portugal y Turquía. 
En otros continentes está presente en Argelia, Libia, Angola, Guinea Ecuatorial, Nigeria, Mozambique, Madagascar, Tanzania, Yemen, Irak, Pakistán, Irán, China, Japón y la India.

## Accidentes
| Fecha             | Volumen (litros)   | Ubicación            | Estado              |
| ----------------- | ------------------ | -------------------- | ------------------- |
| Marzo de 1975     | 6 millones         | Bahía de Guanabara   | Río de Janeiro      |
| Octubre de 1983   | 1,5 - 3 millones   | Bertioga             | São Paulo           |
| Febrero de 1984   | 700,000            | Cubatão              | São Paulo           |
| Agosto de 1989    | 690,000            | São Sebastião        | São Paulo           |
| Enero de 1994     | 350,000 - 400,000  | Cuenca de Campos     | Río de Janeiro      |
| Mayo de 1994      | 2,7 - 3,1 millones | São Sebastião        | São Paulo           |
| Marzo de 1997     | 600,000 - 2.8      | Bahía de Guanabara   | Río de Janeiro      |
| Octubre de 1998   | 1 - 1,5 millones   | São José dos Campos  | São Paulo           |
| Enero de 2000     | 1,3 millones       | Bahía de Guanabara   | Río de Janeiro      |
| Marzo de 2000     | 18,000             | Tramandaí            | Río Grande do Sul   |
| Marzo de 2000     | 7,250              | São Sebastião        | São Paulo           |
| Julio de 2000     | 4 millones         | Río Barigui          | Paraná              |
| Agosto de 2000    | 1,800              | Río Grande del Norte | Rio Grande do Norte |
| Agosto de 2000    | 4,000              | Angra dos Reis       | Río de Janeiro      |
| Noviembre de 2000 | 86,000             | São Sebastião        | São Paulo           |
| Marzo de 2001     | 1,4 millones       | Cuenca de Campos     | Río de Janeiro      |

- El 15 de marzo de 2001 la plataforma petrolífera Petrobras 36 (P-36) situada en las aguas de Brasil sufrió una serie de explosiones y el 20 del mismo mes se hundió. En aquel momento era la plataforma petrolera más grande del mundo. Murieron 11 personas y hubo vertido de petróleo al mar.

## Exploración de petróleo en aguas profundas
Petrobras es referencia internacional en la exploración de petróleo en aguas profundas, para la cual desarrolló tecnología propia, pionera en el mundo, siendo líder mundial de este sector. Petrobras batió sucesivamente récords de profundidad:
- 174 m en 1977 en campo Enchova EN-1 RJS.
- 189 m en 1979 en campo Bonito RJS-36.
- 293 m en 1983 en campo Piraúna RJS-232.
- 383 m en 1985 en campo Marimbá RJS-284.
- 492 m en 1988 en campo Marimbá RJS-3760.
- 781 m en 1992 en campo Marlim MRL-9.
- 1027 m en 1994 en campo Marlim MRL-4.
- 1709 m en 1997 en campo Marlim MLS-3.
- 1853 m en 1999 en campo Roncador RJS-436.
- 1877 m en 2000 en campo Roncador RO-8.
- 1886 m en 2003 en campo Roncador RO-21.
- 2141 m en 2008 en campo Guará BM-S-9.
- 2850 m en 2021 en campo Monai ES-M-669.

## Centrales termoléctricas
A partir de 2000, la Petrobras comenzó a construir centrales termoeléctricas, a fin de complementar el abastecimiento eléctrico nacional de energía eléctrica, como forma de reserva para los períodos de pico de consumo.
| Potência | UF | Nome                                                 |
| -------- | -- | ---------------------------------------------------- |
| 220 MW   | CE | TermoCeará (UTE-TCE, Caucaia)                        |
| 32 MW    | BA | Bahia I (UTE-BA-I, Camaçari)                         |
| 138 MW   | BA | Rômulo Almeida (UTE-RA, Camaçari)                    |
| 186 MW   | BA | Celso Furtado (UTE-CF, São Francisco do Conde)       |
| 323 MW   | RN | Jesus Soares Pereira (UTE-JSP, Alto do Rodrigues)    |
| 226 MW   | MG | Aureliano Chaves (UTE-ACH, Ibirité)                  |
| 87 MW    | MG | Usina Termelétrica de Juiz de Fora (Juiz de Fora)    |
| 386 MW   | MS | Luiz Carlos Prestes (UTE-LCP, Três Lagoas)           |
| 923 MW   | RJ | Mário Lago (UTE-MLG, Macaé)                          |
| 1.058 MW | RJ | Governador Leonel Brizola (UTE-GLB, Duque de Caxias) |
| 386 MW   | RJ | Barbosa Lima Sobrinho (UTE-BLS, Seropédica)          |
| 219 MW   | SP | Piratininga (São Paulo)                              |
| 576 MW   | SP | Fernando Gasparian (UTE-FEG, Pedreira)               |
| 484 MW   | PR | UEG Araucária (Araucária)                            |
| 161 MW   | RS | Sepé Tiaraju (UTE-ST, Canoas)                        |
| 95 MW    | AM | Tambaqui (Manaus)                                    |
| 76 MW    | AM | Jaraqui (Manaus)                                     |
| 150 MW   | BA | Arembepe (Camaçari)                                  |
| 529 MW   | MT | Cuiabá (Cuiabá)                                      |
| 152 MW   | BA | Muricy (Camaçari)                                    |
| 344 MW   | RJ | Baixada Fluminense (UTE-BF, Seropédica               |

En 2013, fueron generados 4 043 MW medios de energía eléctrica para el Sistema Interligado Nacional (SIN).